# ディック・マース
ディック・マース（Dick Maas、1951年4月15日 - ）は、オランダの映画監督。北ホラント州ヘームステーデ出身。

## フィルモグラフィ

### 映画
- HUNT/餌 Prooi （2016年） - 監督・製作・脚本・音楽
- ナイトメア オブ サンタクロース Saint （2010年） - 監督・製作・脚本・音楽
- トムとトーマス Tom&Thomas （2002年） - 製作
- ダウン Down （2001年） - 監督・製作・脚本
- 小さな目撃者 Do Not Disturb （1999年） - 監督・製作・脚本・音楽
- アムステルダム無情 Amsterdamned （1988年） - 監督・製作・脚本・音楽
- アベル Abel （1986年） - 製作
- あぶない家族 Flodder （1985年） - 監督・脚本・音楽
- 悪魔の密室 De Lift （1983年） - 監督・脚本・音楽

### テレビ
- インディ・ジョーンズ/若き日の大冒険 悪の仮面 The Young Indiana Jones Chronicles （1993年）　監督